# Ian Robinson
Ian David Robinson (Oxford, 11 de março de 1947 – Harare, 3 de abril de 2016) foi um árbito de críquete zimbabuano que oficiou em 28 testes e 90 ODIs. Ele fez sua estreia arbitral no teste inaugural do Zimbábue, contra a Índia em Harare em 1992. Ian Robinson não fez uma aparição como árbitro desde que ele foi demitido pela União de Críquete de Zimbábue em 2004.